# روي ديفيز
روي ديفيز (بالإنجليزية: Roy Davies)‏ (23 أغسطس 1924 كيب تاون جنوب أفريقيا - 1 يناير 1973) هو لاعب كرة قدم جنوب أفريقي.